# Ciganos na umbanda
Ciganos são uma linha de trabalho de entidades que trabalham em terreiros de umbanda.

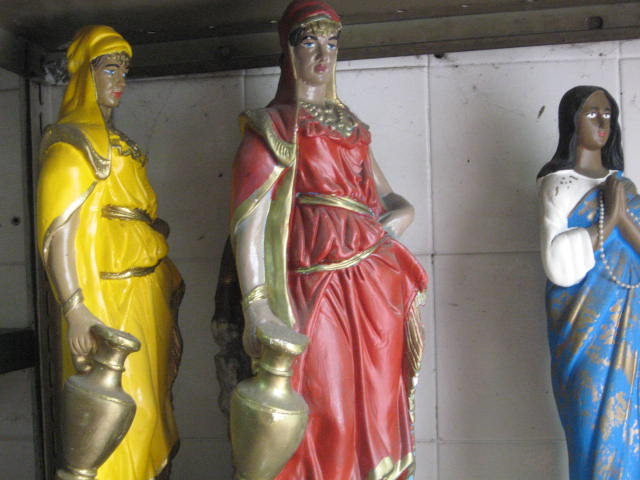
Entidades ciganas.

## História
São entidades que inicialmente eram confundidos com entidades espirituais que vinham na linha dos exus, tal confusão se dava por algumas ciganas se apresentarem como Cigana das Almas, Cigana do Cruzeiro ou nomes semelhantes a esses utilizados por exus e pombagiras. Apenas no início da década de 1990 os ciganos passaram a ser reconhecidos como uma linha de trabalho própria.
Na Umbanda passaram a se identificar com os toques dos atabaques, com os pontos cantados em sua homenagem e algumas das oferendas que são entregues às outras entidades. Hoje, o culto está mais difundido. Conhece-se mais sobre essas entidades, chegando algumas casas a terem um ou mais dias específicos para o culto aos espíritos ciganos.

## Descrição
Seus fundamentos são simples, não possuindo assentamentos ou ferramentas para centralização da força espiritual. São cultuados com taças com vinho ou água, doces finos e frutas solares. Trabalham também com as energias do Oriente, cristais, incensos, pedras energéticas, cores, os quatro sagrados elementos da natureza e se utilizam exclusivamente de magia branca natural, além de banhos e chás elaborados exclusivamente com ervas.
Santa Sara Kali é sua orientadora para o bom andamento das missões espirituais.
Os ciganos, em geral, têm seus rituais específicos e cultuam muito a natureza, os astros e ancestrais. Na Umbanda, atuam visando o progresso financeiro e resolver causas amorosas. Os ciganos, dentro da ritualística umbandista, falam a língua "portunhol"; alguns, poucos, falam o romanês, língua original dos ciganos. As incorporações acontecem geralmente em linha própria, mas nada impede que eles possam a vir trabalhar na linha de Exu.
São exímios apreciadores de licores, vinhos, ouro, prata, tecidos, amantes da arte. 

## Divisão
No livro "O Livro da Esquerda na Umbanda" (p 87) a autora traz uma divisão em seis principais etnias que se manifestam tanto na linha própria dos ciganos como também na linha do Oriente, são elas:
- Ciganos Árabes
- Ciganos Ibéricos
- Familia Real Cigana
- Ciganos do Leste Europeu
- Ciganos Latinos
- Ciganos Expurgos;

Nota-se nos terreiros de Umbanda, uma maior vinda de ciganos ibéricos, latinos e expurgos.